# Robin Jansen
Robin Jansen (Nieuwegein, 23 juni 1995) is een Nederlandse handballer die sinds februari 2021 uitkomt voor TV Emsdetten. 

## Biografie
Jansen begon op 11-jarige leeftijd met handbal bij Shot ’73, waar hij twee jaar speelde voordat hij de overstap maakte naar HV Houten. Zijn talent bleef niet onopgemerkt, en op zijn zeventiende maakte hij de overstap naar het Limburgse Bevo HC. Gedurende zijn tijd bij Bevo HC maakte Jansen indruk door in 2014 landskampioen te worden en in 2015 de Supercup te winnen. In 2018 voegde hij nog een bekeroverwinning toe aan zijn palmares met Bevo.
In 2018 verhuisde Jansen naar HV KRAS/Volendam, waar hij in 2019 opnieuw de beker won en zelfs werd genomineerd voor Speler van het Jaar. Hoewel hij deze titel niet won, bevestigde de nominatie zijn status als een van de toonaangevende spelers in de Nederlandse handbal.
In 2020 keerde Jansen terug naar Bevo HC, maar zijn verblijf was van korte duur. Halverwege het seizoen, in februari 2021, maakte hij de overstap naar TV Emsdetten in Duitsland. Hier speelde hij de eerste twee jaar in de 2e Bundesliga, voordat hij met het team afzakte naar de 3e Liga, waar hij tot op heden actief is.
Naast zijn zaalhandbalcarrière heeft Jansen ook successen geboekt in het beachhandbal. In 2016 en 2017 werd hij Nederlands kampioen, en in 2017 vertegenwoordigde hij Nederland op de Champions Cup in Gran Canaria.
Op internationaal niveau maakte Jansen zijn debuut voor Oranje in 2014 tijdens een wedstrijd tegen Qatar in Doha. Ook vertegenwoordigde hij Jong Oranje op het WK in Brazilië. Voorafgaand aan zijn professionele carrière zat hij tussen 2012 en 2014 op de HandbalAcademie in Sittard, de eerste handbalacademie voor mannen in Nederland.